# Danuta Abrahamowicz
Danuta Abrahamowicz pseud. Marek Wyrwa (ur. 18 stycznia 1937 w Kurhanach na Ukrainie, zm. 27 marca 1995 w Krakowie) – polska uczona, slawistka, słowacystka, tłumaczka, działaczka opozycji demokratycznej w PRL.

## Życiorys
Ukończyła studia w zakresie filologii słowiańskiej na Uniwersytecie Jagiellońskim w Krakowie (1959). W latach 1961–1963 była stypendystką w Słowackiej Akademii Nauk. Pracowała jako asystent (1962), a potem starszy asystent (1966–1969) w Zakładzie Nowszych Literatur Słowiańskich UJ. W latach 1969–1972 była lektorem języka polskiego na uniwersytecie w Preszowie na Słowacji.
Działała w opozycji demokratycznej. W latach 1982–1989 była aktywna w podziemnym ruchu wydawniczym. Była jednym z założycieli czasopisma Biuletyn Małopolski (obok Jerzego Zdrady i Romana Laskowskiego), które od 1983 roku ukazywało się jako Miesięcznik Małopolski. Była obiektem działań operacyjnych Służby Bezpieczeństwa PRL.
Tłumaczyła z czeskiego i słowackiego. Przekładała między innymi opowiadania Dominika Tatarki. Była współautorką Słownika polsko-słowackiego i słowacko-polskiego (obok Zofii Jurczak-Trojan i Maryli Papierz).
Została pochowana na Cmentarzu Rakowickim. Pośmiertnie została uhonorowana medalem "Dziękujemy za Wolność" (2015) przyznawanym przez Sieć Solidarność w Krakowie.